# Mare Celtico
Il Mare Celtico, o Mar Celtico (in inglese Celtic Sea, in irlandese Muir Cheilteach, in gallese Môr Celtaidd, in cornico Mor Keltek) è il braccio di Oceano Atlantico compreso tra l'Irlanda meridionale e l'Inghilterra sudoccidentale. Le due coste distano mediamente 250 km. La profondità varia fra i 50 e i 200 metri.
Il Mare Celtico è collegato a nord al canale di San Giorgio, a est al canale di Bristol e a sud-est alla Manica. È estremamente pescoso (in particolare sono abbondanti le sardine); sulle coste della Cornovaglia abbondano i villaggi di pescatori.

## Insenature e baie
Costa Irlandese
- Long Island Bay
- Kinsale Harbour
- Cork Harbour
- Dungarvan Harbour
- Tramore Bay
- Waterford Harbour
- Bannow Bay

Costa Inglese e Gallese
- Canale di Bristol
- Carmarthen Bay